# Carlos Werner
Carlos Werner Richter (Osorno, 23 de septiembre de 1864 - Hamburgo, 31 de diciembre de 1926) fue un político chileno, siendo Senador de la República, el 26 de enero de 1926. Sus restos fueron devueltos a Chile. Fue dueño de la fábrica textil Bellavista Oveja Tomé.

## Historia
Hijo de inmigrantes alemanes asentados en el sur de Chile, Estudia en el Colegio Alemán de Valdivia.
A los 15 años ingresó como empleado en la Casa Salitrera Folsch y Martín de Iquique, donde llegó a ser jefe en las sedes de Tocopilla y Taltal. Más tarde nombrado jefe y director general de las salitreras alemanas con residencia en Valparaíso. posteriormente en 1912, entró en la sociedad con el entonces dueño de la Fábrica de Paños Bellavista-Tomé, Federico Wolf. Al momento de asociarse con Wolf, la fábrica de paños era una pequeña industria. Algunos años después quedó como único dueño de la empresa textil que levantó a gran establecimiento industrial.
Falleció en la ciudad alemana de Hamburgo el 31 de diciembre de 1926, producto de una larga enfermedad que lo aquejaba y que había sido el motivo de su viaje en compañía de su esposa, algunos familiares y un facultativo de su plena confianza para obtener un tratamiento médico paliativo. Sus restos fueron repatriados y sepultados en el Cementerio Santa Inés de Viña del Mar.

### Política

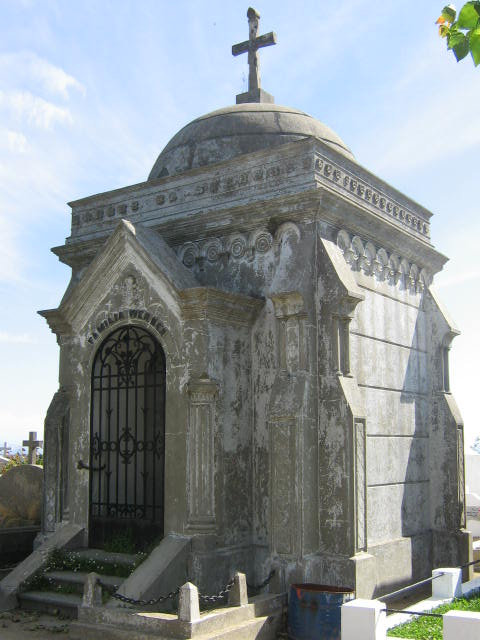
Mausoleo de la Familia Werner en Cementerio N.º 1 de Tomé. Fotografía por G. Ortega.

Sus dotes de laboriosidad y visión comercial eran muy conocidas en el país, que lo llevan a participar directamente en la vida pública como político; fue elegido Senador de la República por el período 1923-1926, por la agrupación Malleco, Arauco y Cautín.
Cuando residió en Tocopilla y Taltal desempeñó el cargo de cónsul de Alemania y Austria, en esas ciudades.
Producto de su fallecimiento el 31 de diciembre de 1926, el 6 de febrero de 1927 se realizó una elección complementaria para llenar su escaño en el Senado. En la ocasión triunfó Víctor Körner Anwandter (PL) sobre Luis Malaquías Concha (PD) y Francisco Ramírez (PCCh).

#### Obras
- Construcción de viviendas para empleados y obreros
- Realizó diversas obras de ornato en el cementerio local, junto con el adoquinamiento de la calle que conduce al campo santo N.º 1 de Tomé.
- Miembro honorario de la Primera Compañía de bomberos y Directivo del Club Social de Tomé.
- Construyó y donó la Parroquia Cristo Rey de Bellavista, en memoria de su hija primogénita Edith, fallecida en 1921.[4]
- Actualmente recuerdan su nombre el Gimnasio de Bellavista y la calle de acceso al Cementerio N.º 1 de Tomé.

### Familia
Hijo de Juan Werner y de Dorotea Richter. Contrajo matrimonio con  Selma Schömberg, ambos de ascendencia alemana, enlace del cual nacen los hijos: Edith, Harry y Kenneth.
Residió muchos años en la Mansión construida en Bellavista, en los faldeos con el límite de Cerro Alegre. También vivió en el edificio que mandó a construir y que actualmente ocupa la Ilustre Municipalidad de Tomé.